# Ommatius dimidiatus
Ommatius dimidiatus är en tvåvingeart som beskrevs av Scarbrough 1985. Ommatius dimidiatus ingår i släktet Ommatius och familjen rovflugor.
Artens utbredningsområde är Dominica. Inga underarter finns listade i Catalogue of Life.